# Gare de Lupino
Pour les articles homonymes, voir Lupino.
La gare de Lupino ou Lupinu (anciennement Chicchio) est une gare ferroviaire française de la ligne de Bastia à Ajaccio (voie unique à écartement métrique), située sur le territoire de la commune de Bastia, dans le département de la Haute-Corse et la Collectivité de Corse (CdC).
Située à la sortie sud du tunnel de la Torreta, elle est dénommée « halte de Chicchio » lorsqu'elle est mise en service en 1888 par la Compagnie de chemins de fer départementaux (CFD). C'est une halte voyageurs des Chemins de fer de la Corse (CFC), du « secteur périurbain de Bastia », desservie éventuellement, par des trains « grande ligne ». Arrêt facultatif (AF), il faut signaler sa présence au conducteur pour qu'il y ait un arrêt du train.

## Situation ferroviaire
Établie à 18 mètres d'altitude, la gare de Lupino est située au point kilométrique (PK) 1,7 de la ligne de Bastia à Ajaccio (voie unique à écartement métrique), entre la gare de Bastia, dont elle est séparée par le tunnel de la Torreta, et la halte de Rivoli (AF), 
Elle dispose d'un quai court.

## Histoire
Dès 1881, le terrassement pour la ligne est en cours de la « halte de Chicchio » à Casamozza sur les 19,645 mètres qui débutent après le tunnel de la Torreta. Le chantier des clôtures est adjugé le 30 mai 1882.
La halte de Chicchio, avec son bâtiment voyageurs, est mise en service le 1er février 1888 par la  Compagnie de chemins de fer départementaux (CFD), lors de l'ouverture à l'exploitation de la section de Bastia à Corte du chemin de fer d'Ajaccio à Bastia.
Dès la session d'avril 1888, les conseillers adoptent un vœu pour qu'elle soit transformée en station. Ce vœu est renouvelé le 12 septembre 1889, en précisant que cette transformation sera utile au commerce. La décision ministérielle du 1er décembre 1890 est négative à la vue de l'importance des travaux à réaliser pour l'ouvrir au trafic des marchandises (petite vitesse) du fait de sa situation entre le tunnel de la Torretta et une profonde tranchée.
En 1892, on y construit un bâtiment annexe, du bâtiment voyageurs, destiné à servir de magasin pour les colis des messageries. Cette même année, un nouveau vœu pour la transformation en station est émis avec des arguments complémentaires : notamment cette évolution est également demandée par la chambre de commerce et le conseil municipal de Bastia, la municipalité semblant prête à prendre à sa charge une partie du coût. Pour renforcer la sécurité des circulations, la halte est desservie par un fil télégraphique et protégée par des disques.
En 1901 le conseil adopte un vœu pour la transformation de la « halte de Lupino » en gare de chemin de fer. En 1913 nouvelle demande avec une argumentation plus fournie : « Cette création imprimerait un mouvement plus important au commerce de Bastia (Haute-Ville), la situation actuelle donnant lieu à de justes réclamations. En effet les nombreux négociants de la Haute-Ville sont ainsi obligés de faire transporter leurs marchandises à la gare, la Halte de Lupino ne les recevant pas. Il y a là un surcroit de dépenses pour eux et, conséquence toute naturelle, une augmentation de prix pour les consommateurs de l'intérieur de l'île ».

## Service des voyageurs

### Accueil
Halte CFC, c'est un point d'arrêt non géré (PANG) à accès libre. Elle est équipée d'un quai avec un abri le long de la façade de l'ancien bâtiment voyageurs. C'est un arrêt facultatif (AF) : le train ne s'arrête que si la demande a été faite au conducteur.

### Desserte
Lupino est desservie (éventuellement : arrêt facultatif (AF)) par des trains CFC « grande ligne » des relations : Bastia - Ajaccio, ou Corte, et Bastia - Calvi. C'est également une halte du « Secteur périurbain de Bastia » desservie par des trains CFC de la relation Bastia - Casamozza.

### Intermodalité
Le stationnement des véhicules est possible dans l'ancien cours de la gare.

## Patrimoine ferroviaire
L'ancien bâtiment voyageurs, qui n'est plus utilisé pour le ferroviaire, est toujours présent sur le site.